# Dreamtime Return
Dreamtime Return è un album in studio del compositore statunitense Steve Roach pubblicato nel 1988.
Probabilmente la pubblicazione più celebre e importante di Roach, Dreamtime Return segnò un significativo cambiamento di stile da parte del musicista, che da questo momento approfondì la musica etnica.
Oltre ad "alternare flussi sonori a momenti ritmici", il disco risente l'influenza della new age e del minimalismo. L'album è ispirato inoltre al concetto di "dreamtime" degli aborigeni australiani.
Dreamtime Return è stato rimasterizzato e ristampato nel 2005 su The Dreamtime Box, che include inoltre i seguenti New Life Dreaming e Possible Planet.

## Tracce
Tutte le tracce sono state composte da Steve Roach eccetto dove indicato.

### Disco 1
1. Towards The Dream – 7:09
2. The Continent – 4:49
3. Songline – 3:10 (con Robert Rich)
4. Airtribe Meets The Dream Ghost – 7:00 (con Robert Rich)
5. A Circular Ceremony – 11:20
6. The Other Side – 13:16 (con Kevin Braheny)
7. Magnificent Gallery – 6:11
8. Truth In Passing – 8:44
9. Australian Dawn (The Quiet Earth Cries Inside) – 6:17

Durata totale: 67:56

### Disco 2
1. Looking For Safety – 31:21
2. Through A Strong Eye – 6:50
3. The Ancient Day – 6:05
4. Red Twilight With The Old Ones – 9:53
5. The Return – 8:33

Durata totale: 62:42

## Formazione
- Steve Roach: strumentazione elettronica
- David Hudson: didgeridoo
- Robert Rich: zucca vuota, dumbeck
- Kevin Braheny: legno elettronico
- Percy Trezise: registrazione di aborigeni australiani (solo su Red Twilight With The Old Ones)